# Kenya, Uganda, Tanganyika i Zanzibar
Kenya, Uganda, Tanganyika i Zanzíbar una vegada independents (1963, 1962, 1961) van mantenir alguns serveis comuns establerts ja en el temps del domini colonial, i van formar la East Africa Common Service Organization (després East Africa Common Service Community) continuant la política de la East Africa High Comission establerta el 1948. No es va estendre a Zanzíbar que fou independent el 1963 però s'hi va afegir després, el gener de 1964 quan després d'una revolució es va unir a Tanganyika per formar l'efímer estat de Tanganika & Zanzíbar que al cap de 8 mesos es va transformar en Tanzània. Aquesta unió va durar fins al 1976.